# Michael Wearing
Michael Howard Wearing (* 12. März 1939 in Southgate, London; † 5. Mai 2017) war ein britischer Film- und Fernsehproduzent.

## Leben
Michael Wearing kam 1939 im Norden Londons als Sohn von Douglas Wearing, einem Börsenangestellten, und dessen Frau Molly (geb. Dawson) zur Welt. Er besuchte die Dame Alice Owen’s School in Islington und studierte anschließend Anthropologie an der University of Durham. Danach arbeitete er zwei Jahre lang als wissenschaftlicher Mitarbeiter an der University of Leeds, wo er auch einer Theatergruppe angehörte und bisweilen die Regie führte. In Bromley war er daraufhin als assistierender Theaterleiter tätig, ehe er zum Royal Court Theatre wechselte, wo er sich erneut als Regisseur versuchte. Als Wearing als Regisseur einer Bühnenversion von Gogols Aufzeichnungen eines Wahnsinnigen auf Tournee ging, lernte er David Rose kennen. Rose, der die regionale BBC-Abteilung in Birmingham leitete, verpflichtete Wearing 1976 als Fernsehdramaturg. Ab 1980 fungierte Wearing bei der BBC als Produzent, als der er mit der Fernsehminiserie The History Man 1981 seine Position festigen konnte. Vor allem mit zwei Fernsehmehrteilern, dem gesellschaftskritischen, zur Zeit der Thatcher-Ära spielenden Arbeiterdrama Boys from the Blackstuff (1982) und dem Verschwörungsthriller Am Rande der Finsternis (1985) über die nukleare Gefahr, konnte er in Großbritannien große Erfolge verbuchen, worauf er schließlich zum Chef der BBC-Abteilung für Miniserien aufstieg.
International bekannt wurde seine gemeinsame Produktion mit Sue Birtwistle des Fernsehmehrteilers Stolz und Vorurteil (1995) mit Jennifer Ehle und Colin Firth in den Hauptrollen. Sowohl in Großbritannien als auch in den Vereinigten Staaten entwickelte sich die Adaption des gleichnamigen Romans von Jane Austen zum Straßenfeger. Nach Streitigkeiten mit dem BBC-Management gab er 1998 seinen Posten bei der BBC auf. Ab 1999 war er auch für Kinoproduktionen zuständig, so etwa für das Filmdrama Allein gegen das Verbrechen (2000) mit Joan Allen und Patrick Bergin sowie für den Thriller Auftrag Rache (2010), einer Spielfilmversion von Am Rande der Finsternis mit Mel Gibson in der Hauptrolle.
Michael Wearing wurde im Laufe seiner Karriere dreimal für den Emmy nominiert, unter anderem für Stolz und Vorurteil, und fünfmal für den BAFTA TV Award, den er für Boys from the Blackstuff (1982) und Am Rande der Finsternis (1985) gewann. 1997 erhielt er zudem den BAFTA-Ehrenpreis, den Alan Clarke Award, für seine herausragenden Leistungen für das Fernsehen.
Aus der Ehe mit der Bildhauerin und Fotografin Jean Ramsey gingen Tochter Catherine Sophia Wearing (1966–2007), die bis zu ihrem überraschenden Tod ebenfalls erfolgreich als Fernsehproduzentin tätig war, und Tochter Sadie hervor. Nach der Scheidung führte Wearing eine langjährige Beziehung mit der Künstlerin Karen Loader, mit der er in Peckham lebte und zwei weitere Kinder hatte: Ella und Benjamin Michael Wearing (* 1989), der als Kameramann arbeitet. Michael Wearing starb 2017 im Alter von 78 Jahren an Krebs.

## Filmografie (Auswahl)
- 1981: The History Man (TV-Miniserie)
- 1982: Bird of Prey (TV-Miniserie)
- 1982: Boys From the Blackstuff (TV-Miniserie)
- 1985: Am Rande der Finsternis (Edge of Darkness) (TV-Miniserie)
- 1988: Blind Justice (TV-Miniserie)
- 1989: First and Last (TV-Film)
- 1990: Die Kinder (TV-Miniserie)
- 1991: Ashenden (TV-Miniserie)
- 1992: The Leaving of Liverpool (TV-Film)
- 1992: An Ungentlemanly Act (TV-Film)
- 1993: Pesthauch des Bösen (The Hour of the Pig)
- 1993: Um Kopf und Krone (To Play the King) (TV-Miniserie)
- 1994: Der Wunderheiler (The Healer) (TV-Film)
- 1994: Martin Chuzzlewit (TV-Miniserie)
- 1995: Signs and Wonders (TV-Film)
- 1995: Tears Before Bedtime (TV-Miniserie)
- 1995: Stolz und Vorurteil (Pride and Prejudice) (TV-Miniserie)
- 1995: The Final Cut (TV-Miniserie)
- 1996: Our Friends in the North (TV-Miniserie)
- 1997: Achterbahn der Gefühle (Have Your Cake and Eat It) (TV-Miniserie)
- 1997: Nostromo – Der Schatz in den Bergen (Nostromo) (TV-Miniserie)
- 1998: Vanity Fair – Jahrmarkt der Eitelkeiten (Vanity Fair) (TV-Miniserie)
- 1999: Great Expectations (TV-Film)
- 1999: Aristocrats (TV-Miniserie)
- 2000: Nature Boy (TV-Miniserie)
- 2000: Allein gegen das Verbrechen (When the Sky Falls)
- 2003: Mystics – Gangster, Geister und ihr Meister (Mystics)
- 2005: Red Mercury
- 2010: Auftrag Rache (Edge of Darkness)

## Auszeichnungen

### BAFTA TV Award
Nominiert:
- 1982: The History Man (zusammen mit Robert Knights)
- 1989: Blind Justice (zusammen mit Peter Flannery, Rob Walker und Michael White)
- 1990: First and Last (zusammen mit Michael Frayn und Alan Dossor)

Gewonnen:
- 1983: Boys from the Blackstuff (zusammen mit Philip Saville)
- 1986: Am Rande der Finsternis (zusammen mit Martin Campbell)
- 1997: Alan Clarke Award

### Emmy
Nominiert:
- 1995: Martin Chuzzlewit (zusammen mit Rebecca Eaton und Chris Parr)
- 1996: Stolz und Vorurteil (zusammen mit Sue Birtwistle)
- 1999: Great Expectations (zusammen mit Rebecca Eaton und David Snodin)

### CableACE Award
Nominiert:
- 1993: Ashenden (zusammen mit Julian Hope, Christopher Morahan, David Pirie und Michael John Knatchbull)
- 1997: Ivanhoe (zusammen mit Chris Parr und Jeremy Gwilt)